# Château de Grilly
Ne doit pas être confondu avec le château de la Tour de Grilly situé dans la même commune.
Le château de Grilly est un ancien château fort du XIIIe siècle remanié par la suite, qui se dresse dans le Pays de Gex sur la commune de Grilly dans le département de l'Ain en région Auvergne-Rhône-Alpes (France), et qui fut jusqu'en 1789 le centre de la seigneurie de Grilly.

## Situation
Le château de Grilly est situé dans le département français de l'Ain sur la commune de Grilly.

## Histoire

### Moyen Âge
Grilly, anciennement Grailly, est une très ancienne seigneurie du Pays de Gex, fief de la famille de Grailly, dont le plus ancien représentant dont on ait conservé la trace est Girard de Grailly, chevalier, vivant en 1120.
En 1267, Jean Ier de Grailly établit la résidence principale des Grailly à Benauges, en Gascogne. Il entreprend à cette occasion de rénover son château de Grilly en le reconstruisant sur le type d'un « carré savoyard ». À sa mort, la jouissance du fief de Grilly est donnée à des branches cadettes de la famille.
Le château de Grilly, qui relevait d'abord des comtes de Genève, passa sous la mouvance des sires de Gex. Le 4 février 1278, Léonète, dame de Gex, reconnait le tenir en fief perpétuel de Béatrix, dame de Faucigny.
En 1455, Gaston de Grailly, comte de Foix, doit vendre la seigneurie et son château à Louis Bonivard, chambellan du duc de Savoie, pour payer la rançon de son fils unique Jean, fait prisonnier par les Français. Celui-ci est également seigneur de Saint-Michel-des-Déserts. Son fils Charles Bonivard lui succède de 1477 à 1504.

### Époque moderne
Le château est partiellement détruit par les Bernois, lors de leur annexion du Pays de Gex en 1536, puis par les Genevois lors de leur occupation de la contrée de 1589 à 1601.
Au début du XVIe siècle, la seigneurie appartient à Vincent de Thorens et à Marie de Duin, son épouse. Une cinquantaine d'années plus tard, le 27 janvier 1567, Claude-Nicolas de Duin de Thorens, seigneur et baron de Grilly épouse, à Grilly, Marguerite de Livron, fille de Jean de Livron et de Péronne de la Bottière, et veuve du syndic genevois Étienne de Chapeaurouge dont elle avait eu un fils, François. De cette union naitront deux filles, Ennemonde et Charlotte.
En 1584, Ennemonde de Duin épouse Catherin de Reydet de la Vulpillères, seigneur de Choisy, auquel elle apporte la baronnie de Grilly. À la faveur de ce mariage, la seigneurie passe à la famille Reydet de Choisy, tandis que Francois de Chapeaurouge, conserve « certains droits qu'il avait, du chef de sa défunte mère, la baronne de Grilly, sur l'importante seigneurie de ce nom dont les Genevois avaient brûlé le château vers 1591 ».
Gaspard de Reydet, écuyer, en reprit le fief le 12 août 1642, et laisse en 1682 à sa mort la seigneurie à Jeanne-Françoise de Reydet, sa fille, femme de Jean-Pierre de Morand, contrôleur général des guerres au pays de Gex. La famille de Morand conservera Grilly jusqu'au 16 novembre 1788, époque où Pierre-Gabriel de Morand, seigneur de Montfort et de Grilly, le vend à Joseph de Grenaud, baron de Saint-Christophe en Savoie, puis l'année suivante la seigneurie et fief de Grilly.
En 1765, Claude de Morand, seigneur de Grilly, avait fait installer dans le château une chapelle qui est bénie sous le vocable de Saint-Claude.
Joseph de Grenaud sera le dernier seigneur de Grilly, permettant ainsi à son fils Guillaume de porter brièvement le titre de baron de Grilly.

### Époque contemporaine
Survient la Révolution et la nuit du 4 août 1789 mettant fin au système féodal. À partir de 1792, les biens des personnes suspectées de sympathie pour l'Ancien Régime sont susceptibles d'être confisqués et d'être déclarés biens nationaux. C'est ce qu'il advient du château de Grilly. La famille Morand de Montfort, ruinée, se réfugie au château de Servolex, dans les États de Savoie.[réf. souhaitée] Quant à Joseph de Grenaud, il décide de vendre ses biens à un Suisse, François Louis Duvillard, alors gouverneur de Tannay dans le pays de Vaud voisin.
Duvillard décède en 1836, sous la Restauration, et les pauvres de Grilly reçoivent à cette occasion un legs qu'il leur avait fait par testament. Le château est vendu par les Duvillard en 1843 au comte Louis-Hyacinthe d'Hoffelize, né près de Nancy, et qui ayant pris encore jeune sa retraite d'officier a souhaité s'établir à proximité de la famille de son épouse, Charlotte de Prez-Crassier, sœur du baron Charles de Prez-Crassier établi dans le Pays de Gex. Le comte d'Hoffelize décède prématurément le 3 janvier 1850 au château de Grilly. Au mois d'août de la même année, la comtesse obtient de la mairie d'échanger un terrain de 821 m2 contre la concession perpétuelle d'un emplacement de 2 m2 situé à droite en entrant dans le cimetière de Grilly, au pied du clocher de l'église.
Le château est ensuite racheté par Louis Victor Ernest Perrault de Jotemps, issu d'une vieille famille de la noblesse gessienne. Son fils Pierre Marie Edmond lui succède en 1900. Au décès de ce dernier, le château revient à la famille Fauconneau du Fresne, à la suite du mariage en 1891 de Gabrielle Perrault de Jotemps et du poète et dramaturge Gabriel Fauconneau du Fresne (fils d'Émile Fauconneau Dufresne), qui décède au château en 1941. Enfin, dans les années 1945, le château est acquis par un professeur d'ORL et chirurgien de Lille, M. Jean Piquet, dont les descendants sont toujours propriétaires du château.

## Description
Le château originel était un « carré savoyard » cantonné de quatre tours rondes. Château de plaine, il était entouré d'un fossé dont la trace reste partiellement visible dans le parc du château. Les tours sont démantelées entre 1536 et 1601 lors de l'occupation du Pays de Gex par les Bernois et les Genevois, et seule la tour sud-ouest, toujours visible aujourd'hui, a été reconstruite.
La façade orientée à l'est a été remaniée avec l'adjonction d'une terrasse sur colonnades et d'un balcon.
Le château possède toujours son parc et des dépendances : deux fermes (la ferme du château et la ferme des molasses), une maison de gardien, un hangar et un domaine de 14 hectares.

## Protection
Le plan local d'urbanisme de la commune de Grilly a institué en 2012 un sous-secteur Ncg, secteur naturel protégé correspondant au Château de Grilly et à son parc. Ce secteur est inscrit au plan de zonage « afin de permettre la préservation et la valorisation de cet espace naturel et bâti, élément fort du patrimoine communal » et « de conserver l'entité Château de Grilly dans sa globalité ».